# 一粒の砂
「一粒の砂」（ひとつぶのすな）は、村下孝蔵の楽曲。1992年9月21日にSony Recordsよりシングルが発売された。

## 解説
村下のデビュー13年目、20枚目のシングルとして発売された。また、同年のアルバム『名もない星』の5曲目として収録された。
第12回アジア競技大会（広島アジア大会）協賛として中国新聞社・中国放送の共同企画により制作された紀行ドキュメンタリー番組『アジア・ピースロード』のテーマソングとして書き下ろしたもので、本作品にスポットを当てた回も放送された。

## 収録曲
- 全曲、作詞・作曲:村下孝蔵

1. 一粒の砂
  - 編曲:武澤豊
2. ひとりごと
  - 編曲:水谷公生